# تاغالوغيون
تاغالوغيون (بالإنجليزية: Tagalog people)‏ وهم مجموعة عرقية من البشر تتواجد في الفلبين ويتكلمون باللغة التاغالوغية ويتواجدون في مقاطعات مانيلا ميترو و محافظة أورورا و محافظة باتان و محافظة باتانغاس و محافظة كافيت و بولاكان و لاغونا و ماريندوكي و نويفا إيسيخا و ميندورو الغربية و ميندورو الشرقية و كيزون و ريزال و زامباليس ويتواجدون بنسبة كبيرة ايضاً في بالاوان و نويفا فيزكايا و كامارانيس نورته و كامارانيس سور ويشكلون نسبة حوالي 30 % في الفلبين ويتواجدون أيضاً في الولايات المتحدة وكندا و اليابان و سنغافورة، يعتنق أغلبهم المسيحية بمذهبها الكاثوليكي مع تواجد بروتستانت و مسلمين و بوذ.